# 德石勝大
德石 勝大（とくいし かつひろ、10月16日 - ）は、日本の男性声優。鹿児島県出身。81プロデュース所属。

## 人物
方言は鹿児島弁。趣味・特技は自転車、テニス、カードゲーム、MMORPG。

## 出演
太字はメインキャラクター。

### テレビアニメ
2012年
- 絶園のテンペスト（2012年 - 2013年、局員C、男）
- Robotics;Notes（2012年 - 2013年、係員、男性客）

2013年
- 神のみぞ知るセカイ 女神篇（生徒、不良、インタビュアー、司会、観客）
- キルラキル（男子生徒）
- サーバント×サービス（男子学生）
- ステラ女学院高等科C3部（敵A、係員、大学生C）
- たまごっち! みらくるフレンズ（店員）
- 団地ともお（2013年 - 2014年、漫才師、店員、中大兄皇子、野球部員A）
- デュエル・マスターズ ビクトリーV3（2013年 - 2014年、コンコルド 他）
- ハヤテのごとく! Cuties（サッカー部員）
- 弱虫ペダル（2013年 - 2023年、山口紀之、里崎、箱根学園部員、総北高校部員、観客 他） - 5シリーズ

2014年
- カードファイト!! ヴァンガードG（2014年 - 2018年、インテリ男子A、客A、高木、如月ユウキ、マグンテンブ 他） - 5シリーズ
- 怪盗ジョーカー（2014年 - 2016年、警備員B、忍者D、部下） - 2シリーズ
- 彼女がフラグをおられたら（国民）
- クロスアンジュ 天使と竜の輪舞（近衛兵）
- 神撃のバハムート GENESIS（シーパー手下、兵士、街人）
- そにアニ -SUPER SONICO THE ANIMATION-（客A、カメラマンC）
- ディーふらぐ!（生徒）
- テンカイナイト（ヴィクリプス兵）
- ハナヤマタ（オーディション会場スタッフ、イベント参加者）
- ヒーローバンク（子分B、男子生徒A）
- プリパラ（2014年 - 2015年、店員、男子、記者）
- 名探偵コナン（カップル）
- もっふりモフ☆モフ（モフパパ）

2015年
- アイドルマスター シンデレラガールズ（スタッフ）
- 赤髪の白雪姫（兵A）
- アブソリュート・デュオ（エトナルク）
- 俺物語!!（下級生1、客B）
- 境界のRINNE（2015年 - 2017年、クマ医者だまし神、ねずみだまし神、男子生徒B、うさぎだまし神、追萩月 他） - 3シリーズ
- Classroom☆Crisis（組合役員）
- 対魔導学園35試験小隊（生徒B）
- 探偵チームKZ事件ノート（チームメイト、男子生徒2、運転手、大森）
- ポケットモンスター XY 特別編 最強メガシンカ 〜Act IV〜（スタッフA）

2016年
- この素晴らしい世界に祝福を!（冒険者）
- 双星の陰陽師（安楽島祥太郎）
- D.Gray-man HALLOW（キエ、調理師、研究員、ファインダー、通信、鴉、医師）
- テイルズ オブ ゼスティリア ザ クロス（兵士）
- はがねオーケストラ（ハンゾウ）
- パズドラクロス（おじさん）
- ハンドレッド（警備生徒）
- ViVid Strike!（係員）
- 腐男子高校生活（宮崎圭一）
- マジきゅんっ!ルネッサンス（男子生徒）
- ラクエンロジック（若い男）

2017年
- 霊剣山 叡智への資格（小虎）
- リトルウィッチアカデミア（警官、TVアナウンサー）
- フューチャーカード バディファイトX（男子生徒A）
- アトム ザ・ビギニング（学生5）
- 時間の支配者（教頭、踊り子A）
- ROBOMASTERS THE ANIMATED SERIES（チンメイ）

2018年
- ゆるキャン△（2018年 - 2021年、管理人） - 2シリーズ
- バジリスク 〜桜花忍法帖〜（碁石才蔵）
- ダーリン・イン・ザ・フランキス（アナウンス）
- LOST SONG（スノア）
- メジャーセカンド（安藤隆文）

2019年
- キラキラハッピー★ ひらけ!ここたま（清田こう）

2020年
- カードファイト!! ヴァンガード外伝 イフ-if-（四天王03）

2021年
- ウマ娘 プリティーダービー Season 2（記者）

2023年
- マイホームヒーロー（竹田）
- 百姓貴族（男子高校生、某農業生の友達、農協に扮したジャガイモ窃盗犯、生徒B、火星開拓団〈丸刈り〉）
- ドッグシグナル（2023年 - 2024年、隣人、久美、レオ、どんと、ロッキー、リュウタ、元カレ）
- ミギとダリ（刑事B）

2024年
- 戦国妖狐（断怪衆）

2025年
- 宇宙人ムームー（ベーコン）

### 劇場アニメ
- 劇場版 弱虫ペダル（2015年、山口紀之、里崎[14]）
- 弱虫ペダル SPARE BIKE（2016年、観客 他）
- 映画 ゆるキャン△（2022年、家族客 父）

### OVA
- 12歳。（2014年、新聞クラブ） - 『ちゃお』2014年12月号付録
- 機動戦士ガンダム サンダーボルト（2016年、艦内通信）

### Webアニメ
- 超次元変形フレームロボ（2015年、ガイア）
- ベイウォーリアーズ サイボーグ（2015年、訓練生E、住民D、訓練生C、市民B）
- 賭ケグルイ双（2022年、男子A）
- トミカヒーローズ　ジョブレイバー　特装合体ロボ（2023年 - 2024年、レースブレイバー 日産GT-R）

### ゲーム
2010年代
- エクストルーパーズ（2012年、NEVEC隊員）
- ザクセスヘブン（2015年、弐塔爆、波津恭一）
- 異世界でカフェを開店しました。（2017年、イグルス・サーヴァン）

2020年代
- グランブルーファンタジー ヴァーサス（2020年、帝国兵）
- カードファイト!! ヴァンガード ディアデイズ（2022年、北マサル）
- タクティクスオウガ リボーン（2022年、ガズン、ヴァンス、シエロ）
- 悪魔執事と黒い猫（2023年、セラフィム）
- グランブルーファンタジー ヴァーサス -ライジング-（2023年、帝国兵）
- ファイナルファンタジーVII リバース（2024年）

### BLCD
- さよなら恋人 またきて友だち（2016年、宵越[17]）

### ラジオドラマ
- 飛べ!京浜ドラキュラ 〜2016〜（帝国）

### オーディオブック
- 七日の喰い神（2019年、朗読[18]）
- 君は月夜に光り輝く（2019年、朗読[19]）
- ストライクフォール（2020年、鷹森英俊[20]）
- ウズタマ（2020年、皆瀬悟[21]）
- 魔法医師の診療記録（2020年、サミュエル・アスカリド ほか[22]）
- されど罪人は竜と踊る 0.5（2021年、朗読、ガユス[23]）
- 祈りのカルテ（2021年、朗読[24]）
- 夢探偵フロイト -マッド・モラン連続死事件-（2021年[25]）
- 双血の墓碑銘（2021年、柾隼人[26]）
- 公務員、中田忍の悪徳（2023年、朗読ほか[27]）

### 吹き替え

#### 映画
- アイ・スピット・オン・ユア・グレイヴ3（マシュー）
- アサシン クリード（ギレス）
- A Dark Truth（レナルド）
- アマチュア（ダグコーチ）
- アメリカン・ハッスル
- イグジスツ 遭遇（マット）
- エスケイプ・フロム・シリア（イスマエル〈アジィズ・デュエ〉）
- オーディン 斬鉄剣（ショウシン〈ワン・ルオジア〉）
- グッド・ボーイズ（ベンジー〈ジョシュ・カラス〉）
- くるみ割り人形と秘密の王国（中庭男）
- コンプライアンス 服従の心理
- サニー 永遠の仲間たち（探偵助手）
- セレブな彼女の落とし方（ヘンダーソン〈デイヴ・フォーリー〉 他）
- ゾンビ・ヘッズ 死にぞこないの青い春（チーズ 他）
- ダークウォーター 奪われた水の真実（レナルド）
- T2 トレインスポッティング（フランクJr）
- ボーダー（警察官 他）
- ホワイト・ガール
- ラスト・キングダム:死すべき7人の王（シトリック〈アルナス・フェダラヴィシャス〉）

#### テレビドラマ
- いつだってベストフレンド（リナルド〈リッキー・ガルシア〉）
- 恋するマンハッタン（ゲイリー〈ウェスリー・ジョナサン〉）※シーズン3から
- サバイバー: 宿命の大統領（レオ・カークマン〈タナー・ブキャナン〉）
- ジェシー!（ブレッド）
- Julie and the Phantoms（ウィリー〈ブーブー・スチュワート〉）
- SUITS/スーツ（オリヴァー）
- センス8（パック）
- ニュー・アムステルダム 医師たちのカルテ（サイモン）
- ピーキー・ブラインダーズ（イザイア）
- ロード・オブ・ザ・リング:力の指輪（イシルドゥア〈マックス・ボルドリー〉）

#### アニメ
- アングリーバード クレイジー・サマーキャンプ（ニーダーフライヤー）
- カーズ/クロスロード（ピットクルー）
- きかんしゃトーマス（郵便配達員、ライアン 他）
  - きかんしゃトーマス 探せ!!謎の海賊船と失われた宝物（ライアン〈エディ・レッドメイン〉[28]、作業員）
- キャスパーのオバケ学園（ラー）
- はたらくくるまのスティンキーとダーティー（チョッパー）
- ポップルズ（イジー）
- ロスト・イン・オズ（カカシ）

### パチンコ
- CR怨み屋本舗（2015年、相果川剛志）

### ビデオグラム
- 自分でできる!クルマのメンテナンスとお手入れ（ナレーション）

### その他コンテンツ
- ららら♪クラシック「松本隆が語る シューベルト“白鳥の歌”」 （2019年1月25日、NHK Eテレ、朗読）
- 『＃ささやきASMR』川野剛稔＆德石勝大「鹿児島弁でおやすみなさい」（2020年[29]）
- 「ゴールデンエッグ」1巻発売記念PV（2023年、戸出小監督[30]）

### シリーズ一覧
1. ↑  第1期（2013年 - 2014年）、第2期『GRANDE ROAD』（2014年 - 2015年）、第3期『NEW GENERATION』（2017年）、第4期『GLORY LINE』（2018年）、第5期『LIMIT BREAK』（2022年 - 2023年）
2. ↑  第1期（2014年 - 2015年）、第2期『ギアースクライシス編』（2015年 - 2016年）、第3期『ストライドゲート編』（2016年）、第4期『NEXT』（2016年 - 2017年）、第5期『Z』（2018年）
3. ↑  シーズン1（2014年）、シーズン3（2016年）
4. ↑  第1シリーズ（2015年）、第2シリーズ（2016年）、第3シリーズ（2017年）
5. ↑  第1期（2018年）、第2期『SEASON2』（2021年）